# 大内貴雅
大内 貴雅（おおうち たかまさ、1963年6月6日 - ）は、東京都出身のドラマー。元ANTHEM、現5X・OVER/UNDER。愛称は「MAD大内」。第一次ANHTEM解散後は、様々なバンドに在籍、その傍らセッション・ドラマーとして幅広く活動。

## 来歴
1981年、ギタリストの小柳彰史に誘われたことがきっかけで柴田直人、前田敏仁らと共にANTHEMを結成。
1985年、ANTHEMメジャー・デビュー。1992年、ANTHEM解散。
1998年、BAMBINOで再デビュー。西田昌史のソロプロジェクトthe MARCY BAND参加。
2000年、中山加奈子らと共にVooDoo Hawaiiansを結成。
2003年、廣瀬洋一のバンドHEESEY WITH DUDESに参加。
2005年、恩師でもあるジョージ吾妻率いる「5X」の再結成に参加。ANTHEM時代の元同僚の森川之雄率いるTHE POWERNUDEに加入も、短期間で脱退。
2007年、バンド「OVER/UNDER」にて活動。ツーピースバンドでG&Vはバンビーノの滝。
2008年、「OVER/UNDER」活動中、当時ANTHEM正規メンバーであった本間大嗣の負傷に伴い、「BLACK EMPIRE」ツアーにおいてサポートメンバーとして参加。

## 人物
自らも認めているように、特技が「誰とでも仲良くなれること」という明るい性格の持ち主という事もあって、ヘヴィメタル界以外の交友関係も非常に広いことで知られる。またANTHEM時代からコミカルなキャラクターぶりを発揮しており、音楽雑誌「ロッキンf」1987年7月号で当時連載されていたミュージシャンの自宅を訪問するコーナー「ミュージシャンの城」で自宅のコンロの上にシンバルを置き、その上で目玉焼きを焼くと言う珍技を披露したり、風呂場で水泳キャップにゴーグルに海パン姿で飛び込むポーズをとった写真が掲載された。大内曰くこの写真を掲載したおかげで様々なジャンルのアーティストに名が知れ渡ったと誇りにしている。